# 플라텐

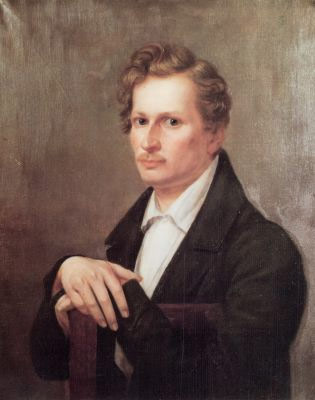

플라텐(August von Platen-Hallermünde, 1796년 10월 24일 ~ 1835년 12월 5일)은 독일의 시인, 극작가이다.
바이에른의 만스바하 귀족가(家)에서 태어났다. 1814년 사관(士官)이 되나 허가를 얻어 뷔르츠부르크, 에어랑겐 양 대학에서 8년간 법률학·철학을 배워 거의 모든 유럽어와 페르시아어에 통달하였다. 1826년 이후 바이에른왕(王)의 연금을 얻어 이탈리아에 이주하여 살았다. 젊어서부터 그리스·로마 고전문학에 열중하여 엄격한 형식 속에 우아한 미를 표현하려고 노력하였다. 세계문학이란 대국적 입장에서 시작(詩作)을 시도한 그의 작품은 어딘가 개성미가 결여되어 있다는 흠은 있으나 곤란한 시형(詩形)을 다루는 데 있어서 그가 보인 표현기교의 완벽함은 타의 추종을 불허하는 바가 있다. 따라서 독일 서정시의 최대의 선구자라고 불린다. 그는 낭만주의 형식 경시의 경향을 비난하였으나 그의 작품을 일관하고 있는 것은 역시 낭만주의적인 우수(憂愁)와 동경이었다.